# Station Łupowo
Station Łupowo is een spoorwegstation in de Poolse plaats Łupowo.